# Cerro Prieto
Cerro Prieto es un pequeño volcán o edificio volcánico localizado en el agrícola Valle de Mexicali, constituido por dos estructuras distinguibles, la primera es un cono volcánico y la segunda está compuesta tres domos volcánicos principales. Las estructuras están dispuestas en sentido noreste-suroeste; el volumen o cuerpo volcánico mayor lo constituye el cono el cual se eleva 220 m s. n. m. y cuenta con un cráter elíptico con eje mayor de 387 m y un eje menor de 337 m. y ocupa la parte noreste del volcán. Por éste "cerro" a la zona se le conoce con ese mismo nombre, y  también al campo geotérmico generador de energía eléctrica, que ahí se ubica.

## Ubicación y contexto geográfico

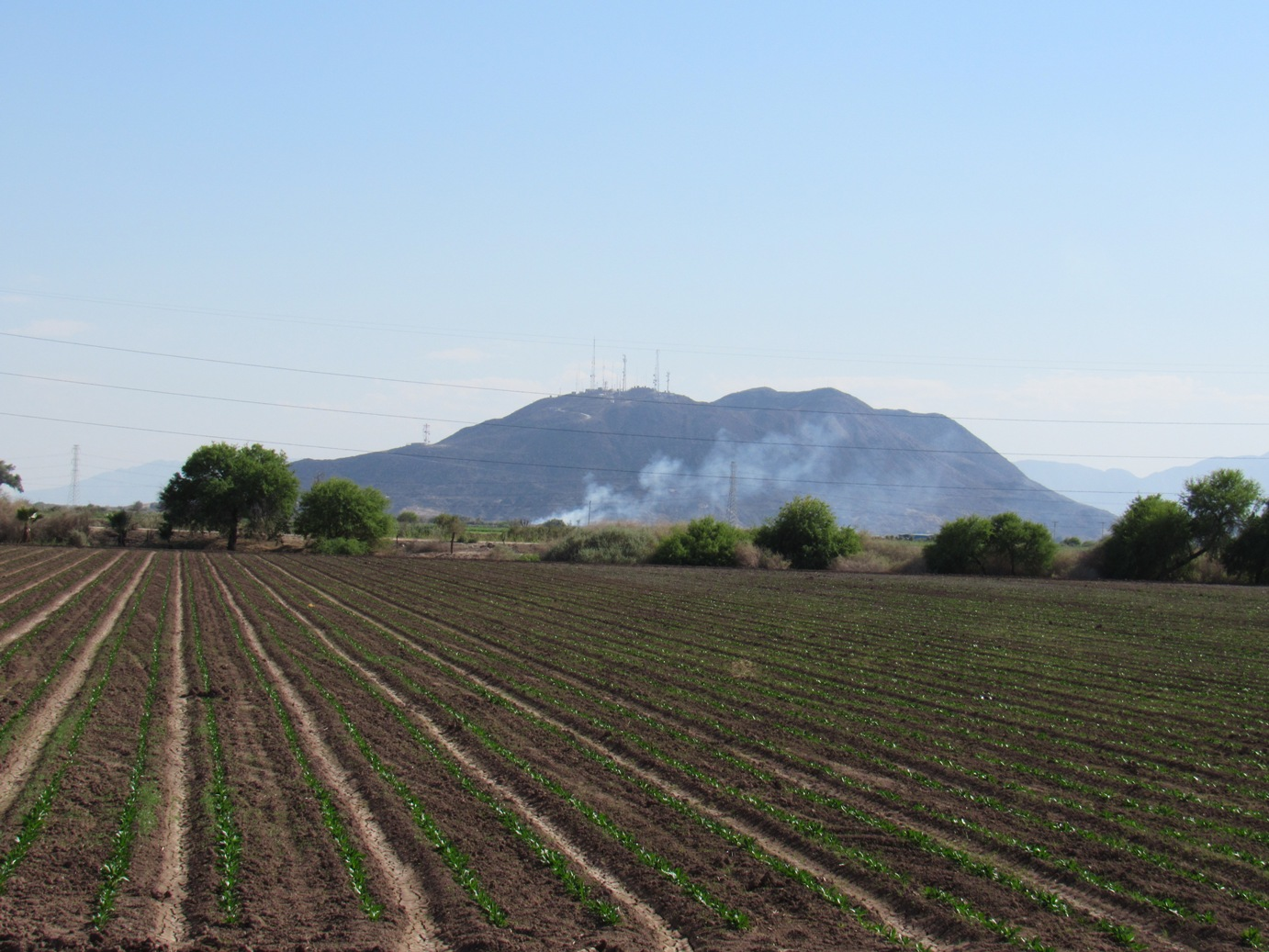
El volcán Cerro Prieto visto desde las inmediaciones de la carretera estatal No. 2 a la salida del poblado Michoacán de Ocampo, Baja California, al noreste del volcán

Cerro Prieto se encuentra a aproximadamente 30 km de distancia al sur-sureste de la ciudad de Mexicali, Baja California. Anexo al cerro está ubicado el campo geotérmico de Cerro Prieto, que opera CFE. Cerca del volcán se encuentran algunas zonas ejidales y localidades, como son: Ejido Michoacán de Ocampo, Ejido Nuevo León y Estación Delta. 
La carretera estatal n.º 22, ramal de la carretera estatal n.º 2, conduce a las inmediaciones del volcán y al campo geotérmico antes citado. Desde la carretera federal n.º 5, Cerro Prieto puede apreciarse hacia el este, como un acento oscuro sobre la claridad del erial que se abre próximo a los cultivos circundantes, un poco al sur del ejido Hipólito Rentería. 
Cerro Prieto, constituye por sí mismo una de las pocas protuberancias de subsuelo relevantes, que se encuentran separadas de las cordilleras o serranías del municipio de Mexicali. En el contexto bajacaliforniano, es uno de los tres sitios con vulcanismo, los otros son: el campo volcánico en San Quintín,  en el municipio de Ensenada, y la isla San Luis, en aguas del mar de Cortés y que también se encuentra dentro de la jurisdicción del municipio de Mexicali.

## Geología
Surgido en el periodo cuaternario, en la época del Pleistoceno, hace aproximadamente 80,000 años, este volcán al parecer se formó, según lo que sugieren los estudios de litología, en el breve periodo de unos cientos de años, o a lo sumo, de pocos milenios y muy probablemente de solamente dos eventos eruptivos.
Su génesis está ligada al sistema de fallas de San Andrés, más precisamente se ubica entre las fallas denominadas de Cerro Prieto e Imperial. Emplazado sobre una planicie aluvial, la del delta del río colorado, está compuesto totalmente de rocas dacíticas; su basamento está compuesto por granitos y rocas metamórficas del cretácico y jurásico, sobre el cual yace una secuencia sedimentaria de lutitas y finalmente otra de limos, arenas y gravas del periodo cuaternario.

## Cerro Prieto como elemento de la cultura local

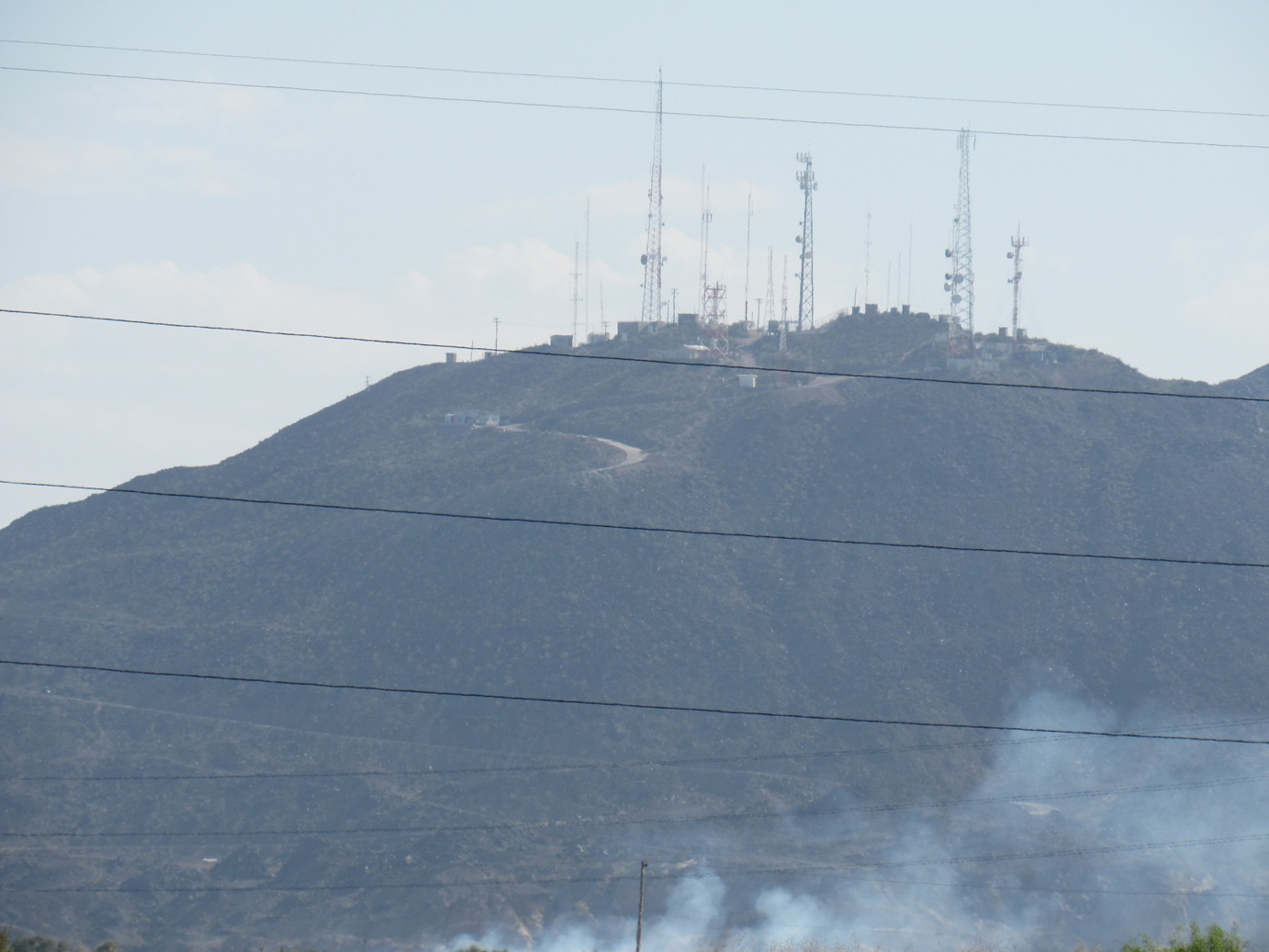
Acercamiento a la cara este del volcán Cerro Prieto. Se pueden apreciar las diversas antenas que están instaladas ahí aprovechando la condición de otero del volcán, así como también el final del camino o brecha de ascenso que han abierto sobre esta discreta elevación.

El volcán Cerro Prieto da su nombre al campo geotérmico que se encuentra en sus inmediaciones, además de a una delegación municipal de Mexicali, cuya cabecera es Michoacán de Ocampo, así como a diversas localidades de dicha delegación. 
Este cerro fue un rasgo geográfico destacado probablemente desde el poblamiento de América. Pero se sabe, que desde el tiempo de la conquista y posiblemente hasta los albores de la creación del Valle de Mexicali, existía la llamada "laguna de los volcanes", que representaba un descanso para los viajeros por el desierto del Colorado, la cual actualmente está anegada por aguas de deshecho del proceso de la planta geotérmica.
La etnia Cucapá tiene al menos un par de leyendas dentro de su tradición oral, sobre la formación del volcán Cerro Prieto. En una de estas historias, una bruja habitante de una cueva, diezma a los Cucapá hasta el punto de dejar una sola familia, al matar a una de los integrantes de esta postrer familia, se allega la cólera y venganza del hermano de la última de sus víctimas, es muerta y quemada por él; de su torrefacción y cenizas es que surge el Cerro Prieto. 
En la otra historia una mujer hiere a un animal y este en su agonía se revuelca en una charca dejando como marca el volcán Cerro Prieto.